# 虚构宗教
虚构宗教或虚拟宗教，指一种虚构的宗教、教派、或邪教，多出现在科幻小说、电影等。虚拟宗教既可能有独创的教义体系，也可能是对一种或数种现有宗教的模仿。它既可能是作者的理念的载体，如阿西莫夫笔下的科学教；也可能是对某些宗教的恶搞，如飞行面条怪；也可以泛指某些有着相同爱好的人组成的兴趣小组，如菊花教；还可以指属于网络次文化且有网民集体参与的恶搞，如春哥教和梨花教。在英文中，parody religion也可以指某些秘密宗教。这些宗教有着严格的入教程序，或仅在特定人群传播，令普通人有“不知真假”之感，故称“虚构宗教”。
一些虚构宗教的创建目的，则在于讽刺或反驳某些亲宗教的言论。其立论思路一般为：如果支持某项宗教的论证可被相等地应用于另一个特定虚构宗教，那么其理论一定存在明显的荒谬之处。该类虚构宗教的典型是飛天麵神。该教被用来反讽所谓的智能设计论。
2001年的互联网民调显示，超过0.7%的英国人信仰絕地教。该教是著名的科幻电影《星球大战》中出现的一种虚构宗教。
有些虚构宗教有着颇为严肃的教众。他们看重虚构宗教的种种荒谬之处，将之视为对理解宗教的后现代方式，从而成为一种严肃的精神寄托。
有组织的宗教（如基督教、伊斯兰教等）还几乎从未承认过任何虚构宗教。